# Henryk Misztal
Henryk Misztal (ur. 10 kwietnia 1936 w Skubiszy k. Lublina, zm. 28 października 2020 w Lublinie) – polski ksiądz, profesor nauk prawnych, specjalista prawa kanonicznego i prawa wyznaniowego, kanonik gremialny Kapituły Lubelskiej.

## Życiorys
Jest absolwentem z 1964 Wydziału Teologii i Prawa Kanonicznego KUL. W 1968 uzyskał doktorat z prawa kanonicznego na podstawie napisanego pod kierunkiem ks. Aleksego Pertani studium Cenzura uprzednia pism i druków w Kościele Zachodnim, w 1979 habilitację w oparciu o osiągnięcia naukowe ze szczególnym uwzględnieniem rozprawy Causae historicae w postępowaniu beatyfikacyjnym i kanonizacyjnym. Tytuł naukowy profesora nauk prawnych w zakresie prawa kanonicznego uzyskał w 1986 na podstawie dorobku naukowego, w tym w szczególności rozprawy Biegli w postępowaniu beatyfikacyjnym i kanonizacyjnym. Od 1980 był kierownikiem Katedry Prawa Wyznaniowego i kuratorem Katedry Prawa Kanonizacyjnego, w latach 1983–1987 prodziekanem, a w latach 1987–1989 dziekanem Wydziału Prawa Kanonicznego i Nauk Prawnych KUL.
Był nauczycielem akademickim Wydziału Zamiejscowego Nauk Prawnych i Ekonomicznych Katolickiego Uniwersytetu Lubelskiego w Tomaszowie Lubelskim.
W latach 1986 i 1988 był stypendystą Katolickiego Uniwersytetu w Mediolanie. Wykładał także na innych uniwersytetach, m.in. w latach 1997–1998 na wydziale Teologicznym w Spiskiej Kapitule (Słowacja), w latach 1999–2000 na Wydziale Teologii w Welehradzie (Czechy), a w latach 2000–2005 na Wydziale Teologii Uniwersytetu Vytautas Magnus w Kownie na Litwie.
Był organizatorem pięciu międzynarodowych sympozjów z prawa kanonizacyjnego i dwóch ogólnopolskich sympozjów z prawa wyznaniowego. Od 1978 członek Consociatio Internationalis Iuris Canonici Promovendo. Od 1968 członek czynny Towarzystwa Naukowego Katolickiego Uniwersytetu Lubelskiego. Był jednym z inicjatorów i członków założycieli powstałego w czerwcu 2008 Polskiego Towarzystwa Prawa Wyznaniowego.
W 1991 stał się członkiem Stowarzyszenia Kanonistów Polskich.
Jest promotorem 32 prac doktorskich i 160 magisterskich. Pod jego kierunkiem stopień naukowy doktora otrzymali m.in. Wiesław Bar (1997), Artur Mezglewski (1998), Piotr Stanisz (2000), Tadeusz Stanisławski (2001), Bogusław Ulijasz (2005) i Anna Tunia (2006).
Otrzymał trzy nagrody rektorskie i jedną państwową za oryginalne i twórcze osiągnięcia naukowe oraz kształcenie kadr naukowych.
9 sierpnia 2000 został odznaczony Krzyżem Kawalerskim Orderu Odrodzenia Polski, w 2006 otrzymał Medal Komisji Edukacji Narodowej, a 18 października 2009 otrzymał Złoty Medal za Długoletnią Służbę.
W 2014 tygodnik „Gość Niedzielny” podał, że ks. Henryk Misztal był od 1980 tajnym współpracownikiem Służby Bezpieczeństwa (TW „Henryk”).
Pochowany na cmentarzu w Motyczu.